# Cara Williams
Cara Williams, född Bernice Kamiat 29 juni 1925 i Brooklyn, New York, död 9 december 2021 i Beverly Hills, Kalifornien, var en amerikansk skådespelerska.

## Roller i urval
- 1944 – Laura
- 1947 – Bumerang
- 1949 – Lev farligt och dö ung
- 1956–1960 – Alfred Hitchcock presenterar (TV-serie) (4 avsnitt)
- 1957 – Ett ansikte i mängden
- 1957 – Nattklubbsdrottningen
- 1958 – Kedjan
- 1960–1962 – Pete and Gladys (TV-serie)
- 1964–1965 – The Cara Williams Show (TV-serie)
- 1974 – Rhoda (TV-serie) (2 avsnitt)
- 1977 – Den vita buffeln